# Crashpad
Crashpad é uma palavra de origem inglesa que pode ser traduzida por colchão ou almofada de queda.
Trata-se de um "colchão" que é colocado no chão, no lugar onde é previsível que o escalador possa cair, amortecendo sua queda, protegendo-o.
Utilizado apenas em escaladas em blocos (boulders) seja "indoor" (muro artificial) ou "outdoor" (blocos de rocha na natureza).
Geralmente ele é dobrado ao meio e possuí alças para ser carregado como uma mochila.